# محسن أرمين
محسن أرمين (بالفارسية: محسن آرمین) هو سياسي إيراني، ولد في 1954 بكاشان في إيران. حزبياً، نشط في منظمة مجاهدي الثورة الإسلامية. وقد انتخب عضو مجلس الشورى الإسلامي.